# Canadas premierministre
Canadas premierminister er leder af Canadas regering. Regeringsposten er ikke direkte defineret i Canadas forfatning, men blev indført efter dannelsen af den canadiske føderation (forbundsstat) i 1867 efter den samme model, som på dette tidspunkt eksisterede i England.
Canadas nuværende premierminister er Mark Carney, som tiltrådte embedet i 2025. Han er den 24. premierminister i Canada. 
Nedenstående oversigt omfatter samtlige premierministre siden dannelsen af Canadas første føderale regering i 1867.

     Liberal Party of Canada
     Historiske konservative partier: Liberal-Conservative, Conservative (historical), Unionist, N.L.C., Progressive Conservative
     Conservative Party of Canada
| #   | Premierminister (politisk parti)                            | Premierminister (politisk parti) | Tiltrådt           | Fratrådt           |
| --- | ----------------------------------------------------------- | -------------------------------- | ------------------ | ------------------ |
| 1.  | Sir John A. Macdonald (Liberal-Conservative) (1. gang af 2) | Sir John A. Macdonald            | 1. juli 1867       | 5. november 1873   |
| 2.  | Alexander Mackenzie (Liberal)                               | Alexander Mackenzie              | 7. november 1873   | 9. oktober 1878    |
| -   | Sir John A. Macdonald (Liberal-Conservative) (2. gang af 2) | Sir John A. Macdonald            | 17. oktober 1878   | 6. juni 1891       |
| 3.  | Sir John Abbott (Liberal-Conservative)                      | Sir John Abbott                  | 16. juni 1891      | 14. november 1892  |
| 4.  | Sir John Thompson (Conservative)                            | Sir John Thompson                | 5. december 1892   | 12. december 1894  |
| 5.  | Sir Mackenzie Bowell (Conservative)                         | Sir Mackenzie Bowell             | 21. december 1894  | 27. april 1896     |
| 6.  | Sir Charles Tupper (Conservative)                           | Sir Charles Tupper               | 1. maj 1896        | 8. juli 1896       |
| 7.  | Sir Wilfrid Laurier (Liberal)                               | Sir Wilfrid Laurier              | 11. juli 1896      | 6. oktober 1911    |
| 8.  | Sir Robert Borden (Conservative/Unionist)                   | Sir Robert Borden                | 10. oktober 1911   | 10. juli 1920      |
| 9.  | Arthur Meighen (N.L.C.) (1. gang af 2)                      | Arthur Meighen                   | 10. juli 1920      | 29. december 1921  |
| 10. | William Lyon Mackenzie King (Liberal) (1. gang af 3)        | William Lyon Mackenzie King      | 29. december 1921  | 29. juni 1926      |
| -   | Arthur Meighen (Conservative) (2. gang af 2)                | Arthur Meighen                   | 29. juni 1926      | 25. september 1926 |
| -   | William Lyon Mackenzie King (Liberal) (2. gang af 3)        | William Lyon Mackenzie King      | 25. september 1926 | 6. august 1930     |
| 11. | Richard Bedford Bennett (Conservative)                      | Richard Bedford Bennett          | 7. august 1930     | 23. oktober 1935   |
| -   | William Lyon Mackenzie King (Liberal) (3. gang af 3)        | William Lyon Mackenzie King      | 23. oktober 1935   | 15. november 1948  |
| 12. | Louis St. Laurent (Liberal)                                 | Louis St. Laurent                | 15. november 1948  | 21. juni 1957      |
| 13. | John Diefenbaker (Progressive Conservative)                 | John Diefenbaker                 | 21. juni 1957      | 22. april 1963     |
| 14. | Lester B. Pearson (Liberal)                                 | Lester B. Pearson                | 22. april 1963     | 20. april 1968     |
| 15. | Pierre Trudeau (Liberal) (1. gang af 2)                     | Pierre Trudeau                   | 20. april 1968     | 4. juni 1979       |
| 16. | Joe Clark (Progressive Conservative)                        | Joe Clark                        | 4. juni 1979       | 3. marts 1980      |
| -   | Pierre Trudeau (Liberal) (2. gang af 2)                     | Pierre Trudeau                   | 3. marts 1980      | 30. juni 1984      |
| 17. | John Turner (Liberal)                                       |                                  | 30. juni 1984      | 17. september 1984 |
| 18. | Brian Mulroney (Progressive Conservative)                   | Brian Mulroney                   | 17. september 1984 | 25. juni 1993      |
| 19. | Kim Campbell (Progressive Conservative)                     | Kim Campbell                     | 25. juni 1993      | 4. november 1993   |
| 20. | Jean Chrétien (Liberal)                                     | Jean Chrétien                    | 4. november 1993   | 12. december 2003  |
| 21. | Paul Martin (Liberal)                                       | Paul Martin                      | 12. december 2003  | 6. februar 2006    |
| 22. | Stephen Harper (Conservative)                               | Stephen Harper                   | 6. februar 2006    | 4. november 2015   |
| 23. | Justin Trudeau (Liberal)                                    | Justin Trudeau                   | 4. november 2015   | 14. marts 2025     |
| 24. | Mark Carney (Liberal)                                       | Mark Carney                      | 14. marts 2025     | nuværende          |